# Монсеф Шаргі
Монсеф Шаргі (араб. منصف الشرقس, фр. Moncef Chargui, нар. 7 серпня 1958) — туніський футболіст, що грав на позиції захисника. Відомий за виступами в клубі «Клуб Африкен», а також у складі національної збірної Тунісу. Після завершення виступів на футбольних полях — туніський футбольний тренер.

## Кар'єра футболіста
Усю свою кар'єру футболіста Монсеф Шаргі провів у клубі «Клуб Африкен». У 1977 році Шаргі у складі молодіжної збірної Тунісу брав участь у першому молодіжному чемпіонаті світу з футболу. У 1981 році футболіст дебютував у складі національної збірної Тунісу. У складі збірної Шаргі брав участь у Кубку африканських націй 1992 року. Загалом у складі національної збірної футболіст грав до 1986 року.

## Тренерська кар'єра
У 2003 році Монсеф Шаргі очолював свій колишній клуб «Клуб Африкен». пізніше колишній футболіст очолював туніські клуби «ЕОГ Крам» та «Джендуба Спорт», а також бахрейнський клуб «Аш-Шабаб». у 2007 році Шаргі очолював туніський клуб «Зарзіс».